# Blasiistraße 27 (Quedlinburg)

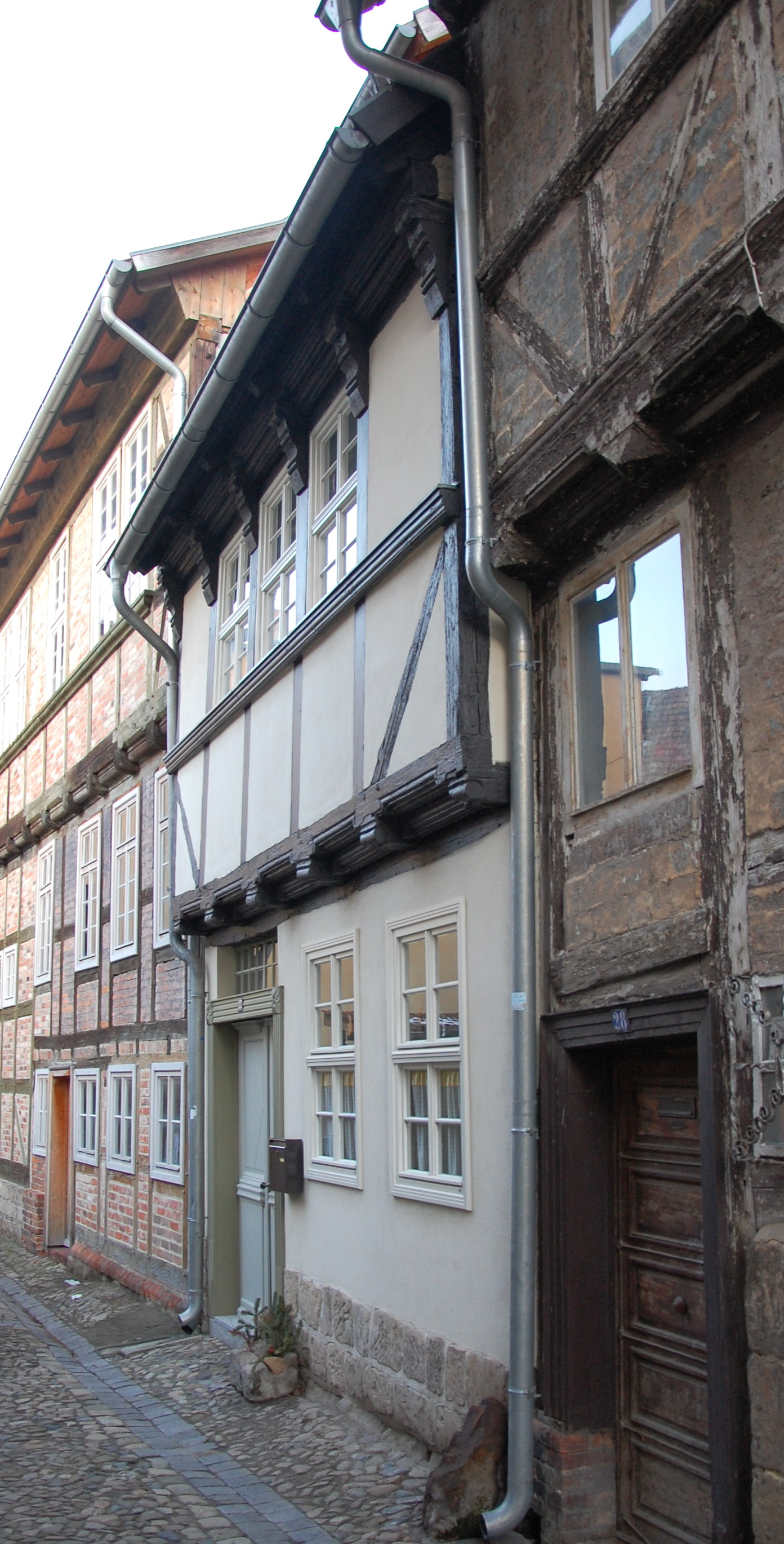
Haus Blasiistraße 27

Das Haus Blasiistraße 27 ist ein denkmalgeschütztes Gebäude in der Stadt Quedlinburg in Sachsen-Anhalt.

## Lage
Es befindet sich auf der Ostseite einer kleinen zur Blasiistraße gehörenden Gasse, die von der Blasiistraße zur nördlich gelegenen Hohen Straße führt. Etwas weiter östlich liegt der Quedlinburger Marktplatz. Das Gebäude gehört zum UNESCO-Weltkulturerbe und ist im Quedlinburger Denkmalverzeichnis als Wohnhaus eingetragen. Nördlich grenzt das gleichfalls denkmalgeschützte Haus Blasiistraße 26, südlich das Haus Blasiistraße 28 an.

## Architektur und Geschichte
Das kleine zweigeschossige Fachwerkhaus entstand in der zweiten Hälfte des 17. Jahrhunderts. Die Fachwerkfassade weist die für die Spätrenaissance typischen Verzierungen auf. So finden sich an der Stockschwelle zylindrische Balkenköpfe und schmale Schiffskehlen.